# Galina Kukleva
Galina Alekseeva Kukleva (in russo Галина Алексеевна Куклева?; Išimbaj, 21 novembre 1972) è un'ex biatleta russa, olimpionica nella sprint a Nagano 1998 e vincitrice di medaglie olimpiche e mondiali.

## Biografia
In Coppa del Mondo ottenne il primo risultato di rilievo il 9 dicembre 1993 a Bad Gastein (39ª), il primo podio l'11 marzo 1995 a Lahti (2ª) e la prima vittoria il 18 marzo successivo a Lillehammer. Nel 1999-2000 si aggiudicò la Coppa del Mondo di partenza in linea.
In carriera prese parte a due edizioni dei Giochi olimpici invernali, Nagano 1998 (1ª nella sprint, 31ª nell'individuale, 2ª nella staffetta) e Salt Lake City 2002 (6ª nella sprint, 5ª nell'inseguimento, 3ª nella staffetta), e a sette dei Campionati mondiali, vincendo sei medaglie.

## Palmarès

### Olimpiadi
- 3 medaglie:
  - 1 oro (sprint[2] a Nagano 1998)
  - 1 argento (staffetta[2] a Nagano 1998)
  - 1 bronzo (staffetta[2] a Salt Lake City 2002)

### Mondiali
- 6 medaglie:
  - 3 ori (staffetta[2] a Oslo/Lahti 2000; staffetta[2] a Pokljuka 2001; staffetta[2] a Chanty-Mansijsk 2003)
  - 2 argenti (staffetta[2] a Kontiolahti/Oslo 1999; partenza in linea[2] a Oslo/Lahti 2000)
  - 1 bronzo (staffetta[2] a Osrblie 1997)

### Coppa del Mondo
- Miglior piazzamento in classifica generale: 5ª nel 1998
- Vincitrice della Coppa del Mondo di partenza in linea nel 2000
- 40 podi (17 individuali, 23 a squadre[1]), oltre a quelli ottenuti in sede olimpica e iridata e validi anche ai fini della Coppa del Mondo:
  - 19 vittorie (8 individuali, 11 a squadre)
  - 10 secondi posti (4 individuali, 6 a squadre)
  - 11 terzi posti (5 individuali, 6 a squadre)

#### Coppa del Mondo - vittorie
| Data             | Località           | Nazione          | Spec.                                                                |
| ---------------- | ------------------ | ---------------- | -------------------------------------------------------------------- |
| 18 marzo 1995    | Lillehammer        | Norvegia         | SP                                                                   |
| 8 dicembre 1996  | Östersund          | Svezia           | RL (con Ol'ga Mel'nik, Anna Volkova e Ol'ga Romas'ko)                |
| 15 dicembre 1996 | Oslo Holmenkollen  | Norvegia         | RL (con Ol'ga Mel'nik, Nadežda Talanova e Ol'ga Romas'ko)            |
| 12 gennaio 1997  | Ruhpolding         | Germania         | RL (con Ol'ga Romas'ko, Nadežda Talanova e Ol'ga Mel'nik)            |
| 19 gennaio 1997  | Anterselva         | Italia           | RL (con Ol'ga Mel'nik, Nadežda Talanova e Ol'ga Romas'ko)            |
| 6 dicembre 1997  | Lillehammer        | Norvegia         | SP                                                                   |
| 7 dicembre 1997  | Lillehammer        | Norvegia         | PU                                                                   |
| 11 gennaio 1998  | Ruhpolding         | Germania         | RL (con Ol'ga Mel'nik, Nadežda Talanova e Al'bina Achatova)          |
| 18 gennaio 1998  | Anterselva         | Italia           | RL (con Anna Volkova, Ol'ga Romas'ko e Al'bina Achatova)             |
| 24 gennaio 1999  | Anterselva         | Italia           | RL (con Al'bina Achatova, Anna Volkova e Svetlana Išmuratova)        |
| 3 dicembre 1999  | Hochfilzen         | Austria          | IN                                                                   |
| 12 dicembre 1999 | Pokljuka           | Slovenia         | RL (con Al'bina Achatova, Marija Strelenko e Svetlana Išmuratova)    |
| 9 gennaio 2000   | Oberhof            | Germania         | RL (con Ol'ga Medvedceva, Svetlana Černousova e Svetlana Išmuratova) |
| 12 gennaio 2000  | Ruhpolding         | Germania         | MS                                                                   |
| 12 febbraio 2000 | Östersund          | Svezia           | SP                                                                   |
| 11 dicembre 2002 | Pokljuka/Östersund | Slovenia/ Svezia | RL (con Svetlana Černousova, Irina Mal'gina e Svetlana Išmuratova)   |
| 19 dicembre 2002 | Osrblie            | Slovacchia       | SP                                                                   |
| 15 gennaio 2003  | Ruhpolding         | Germania         | RL (con Al'bina Achatova, Svetlana Išmuratova e Ol'ga Medvedceva)    |
| 17 gennaio 2003  | Ruhpolding         | Germania         | SP                                                                   |

Legenda:

SP = sprint

PU = inseguimento

MS = partenza in linea

IN = individuale

RL = staffetta